# Mauro Tognoni
Mauro Tognoni (n. 8 noiembrie 1924, Boccheggiano⁠(d), Montieri, Toscana, Italia – d. 2 aprilie 1996) a fost un politician italian.